# Polioxometalat

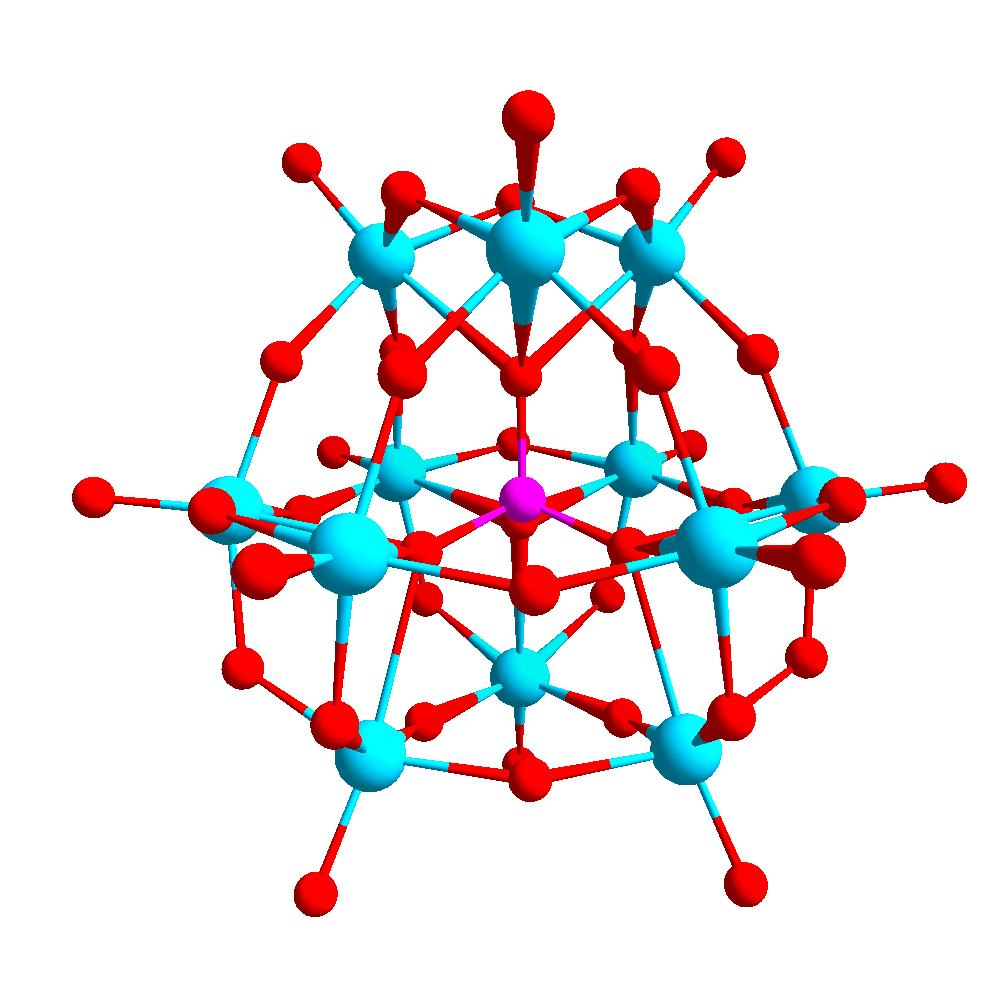
L'ió fosfotungstat és un exemple de polioxometalat

Un polioxometalat (en anglès: polyoxometalate, abreujat POM) en química és un ió poliatòmic, normalment un anió, que consta de tres o més oxoanions de metalls de transició units per àtoms d'oxigen compartits en una gran xarxa tancada tridimensional.
Els àtoms metàl·lics són normalment del grup 5 de la taula periòdica o del grup 6 en el seu estat d'oxidació més alt. Entre els exemples hi ha el vanadi (V), niobi (V), tàntal (V), molibdè (VI), i tungstè (VI).
La xarxa pot incloure altres àtoms com fòsfor i silici.

## Història
El primer exemple de compostos polioximetalats va ser el fosfomolibdat d'amoni, que conté l'anió [PMo₁₂O40]3−, descobert el 1826.
Entre els descobriments recents hi ha polioxomolibdats molt simètrics i nombrosos materials híbrids orgànics/inorgànics que contenen nuclis de polioxometalats, hi ha noves aplicacions potencials pel seu magnetisme inusual i propietats òptiques. També se n'estudien aplicacions mèdiques com a antivírics i antitumorals.

### Isomerisme
L'isomerisme estructural és comú en els POMs. Per exemple, l'estructura Keggin té cinc isòmers per rotació 60º d'unitats de M₃O13.
| α-XM₁₂O40n- | β-XM₁₂O40n- | γ-XM₁₂O40n-  | δ-XM₁₂O40n-  | ε-XM₁₂O40n-    |
| ----------- | ----------- | ------------ | ------------ | -------------- |
| isòmer alfa | isòmer beta | isòmer gamma | isòmer delta | isòmer èpsilon |

## Propietats i aplicacions
Entre altres propietats els ions de l'Estructura keggin són tèrmicament estables i es redueixen reversiblement i això els fa útils com catalitzadors en moltes reaccions orgàniques.
Alguns POM's mostren luminescència.
Algunes estructures amb metalls tenen propietats magneètiques inusuals i estan essent investigat per nanocomputadors (vegeu qubits).
S'investiguen com emblanquinadors de paper en susbstitució del clor i per descontaminar aigua.
En medicina com antivírics i antitumorals.